# Arthur Chitz
Arthur Oskar Chitz (* 5. September 1882 in Prag; † 1944 im Ghetto Riga) war Musikwissenschaftler, Pianist und Komponist. Er wirkte als Korrepetitor an der Dresdner Oper und war Musikalischer Leiter des Dresdner Schauspielhauses.

## Leben
Arthur Chitz wurde als Sohn einer deutschsprachigen jüdischen Prager Fabrikantenfamilie geboren. Noch vor seinem zehnten Lebensjahr wurde er Vollwaise. Er besuchte eine katholische Klosterschule mit Schwerpunktfach Musik, wo er zusätzlichen Unterricht erhielt. Er war Kompositionsschüler von Vítězslav Novák und František Špilka. Des Weiteren nahm er Klavier- und Geigenunterricht. 
Er studierte Naturwissenschaften, Philosophie und Musikgeschichte an der Deutschen Universität in Prag, später in Wien und Dresden. 1905 promovierte er an der Prager Universität mit „Die Hofmusikkapelle Kaiser Rudolfs II.“. 
Unter Leo Blech arbeitete er als Aspirant und Geiger im Prager Landestheater und war Referent der Prager Deutschen Zeitung „Bohemia“. Chitz heiratete 1906 Gertrud Helene Stern, die Tochter des Chefredakteurs der Zeitung, bei der er als Referent arbeitete. 
1908 zog er nach Dresden und erwarb 1911 an der Technischen Hochschule den Grad eines Diplom-Ingenieurs der Chemie. In den Jahren 1912 und 1915 veröffentlichte er musikwissenschaftliche Studien als Zeitschriftenbeiträge. Gegenstand seiner publizierten Forschungsarbeit waren Beethovens Kompositionen für Mandoline. 1914/15 bekam er eine Stelle als Dozent für Theorie und Musikgeschichte an der Musikschule von Ernst von Schuch. 1915 bis 1918 arbeitete er als Korrepetitor am Dresdner Schauspielhaus, ab Oktober 1918 war er als Musikalischer Leiter des Dresdner Schauspielhauses beschäftigt. 1920 wurde er Musikdirektor des Schauspielhauses und 1931/32 Mitglied des künstlerischen Beirats.
Chitz komponierte Lieder, Streichquartette und Bühnenmusiken für Dresdner Uraufführungen und Neuinszenierungen, z. B. zu Stücken von Shakespeare, Schiller, Hauptmann und auch Erich Ponto: Am 18. Dezember 1923 wurde Arthur Chitz' Märchenspiel Dornröschen uraufgeführt. Gemeinsam mit Erich Ponto schuf er das Märchenspiel Trilltrall und seine Brüder. Er lehrte an der Orchesterschule der Sächsischen Staatskapelle und war auch als Pianist und Cembalist gefragt.
Wegen seiner jüdischen Herkunft endete seine musikalische Tätigkeit 1933, als ihn die Nationalsozialisten zum Verlassen seiner Stelle zwangen und am 1. Januar 1934 zwangspensionierten. 1938 bzw. 1939 konnte Chitz seine beiden Kinder ins Ausland schicken und so retten. Nach der Pogromnacht 1938 war Chitz vom 10. November bis 17. Dezember 1938 in das KZ Buchenwald deportiert worden. Eva Doering-Ponto erinnerte sich an eine Begegnung im Residenz-Kaufhaus, nachdem er nach Dresden zurückgekehrt war:

„An eine sehr traurige und schlimme Begegnung kann ich mich erinnern: Wir wussten, dass Chitz bald nach 1933 in ein Lager gekommen ist - und eines Tages war ich mit meiner Mutter im Kaufhaus Reka und da stand er plötzlich neben uns, ganz kahl rasiert! Er bedeutete uns irgendwie, dass wir ihn nicht zu erkennen bräuchten - es war eine schreckliche Situation.“

Er selbst blieb mit seiner Frau in Dresden, blieb jedoch sowohl vom öffentlichen, als getaufter Protestant aber auch vom jüdischen Musikleben ausgeschlossen. 1940 wurde er aus seiner Wohnung vertrieben und musste in ein sogenanntes „Altersjudenhaus“ am Lothringer Weg 2 in Dresden-Blasewitz umziehen. Arthur Chitz’ und seine Frau wurden in der Nacht vom 20. zum 21. Januar 1942 abgeholt und ins jüdische Ghetto Riga deportiert. Hier bzw. sehr wahrscheinlich im KZ Riga-Kaiserwald verstarb er 1944 unter ungeklärten Umständen, Todestag und -ursache sind unbekannt.

## Erinnerung

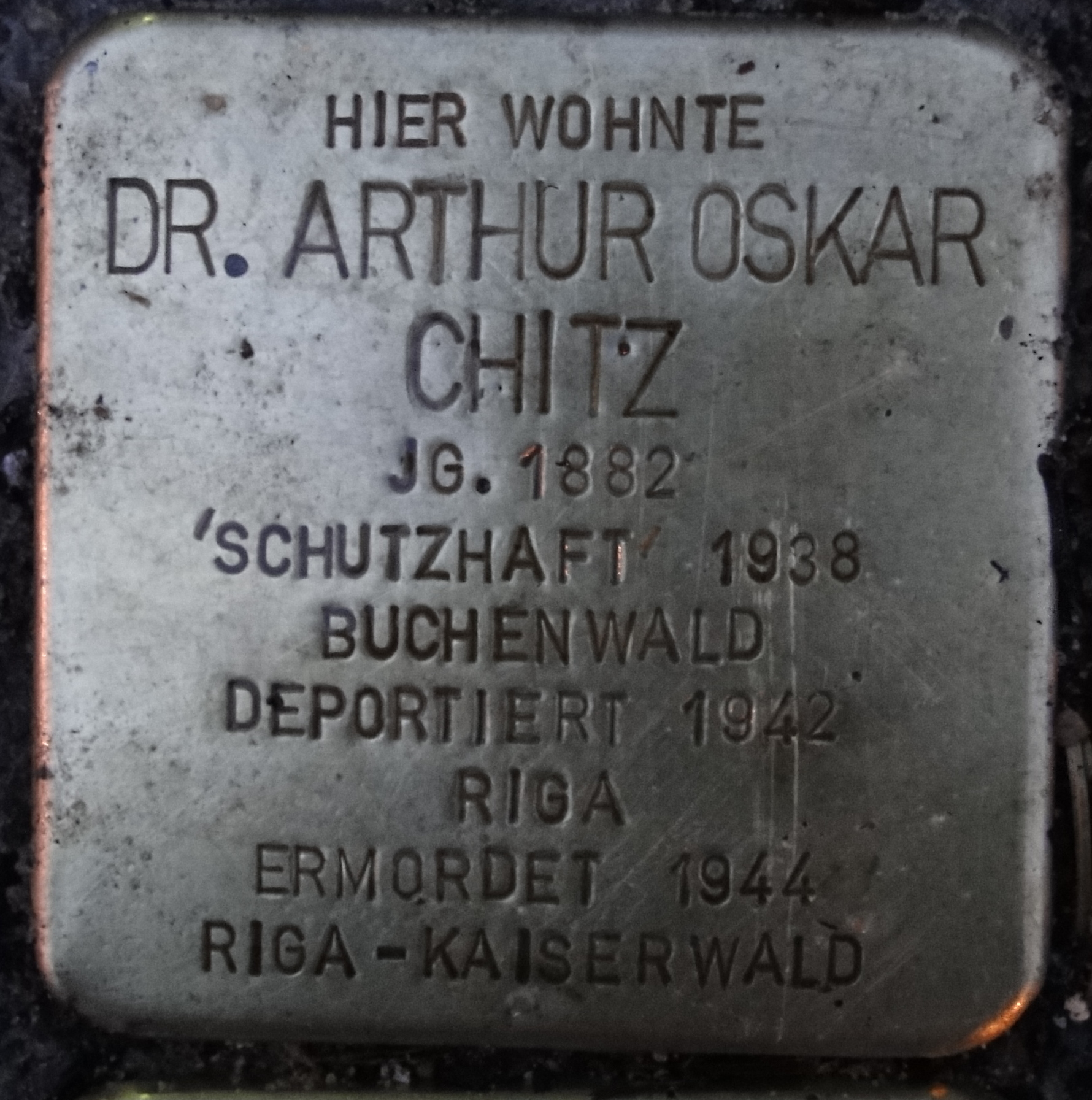
Gedenkstein für Arthur Chitz in Dresden

- Am Neustädter Güterbahnhof in Dresden erinnert eine Gedenktafel an den „Evakuierungsbefehl“ vom 15. Januar 1942 und das Schicksal der von hier deportierten Juden.[6] In der Nacht vom 20. zum 21. Januar 1942 wurden 240 Dresdner Juden von hier nach Šķirotava bei Riga und von dort aus in das Ghetto Riga gebracht. Unter den Deportierten befand sich auch Arthur Chitz mit seiner Frau Gertrud.
- Vor dem früheren Wohnhaus in der Helmholtzstraße 3B in Dresden, wo Chitz 24 Jahre gelebt hat, erinnert heute ein Stolperstein an den Musikwissenschaftler.[7]
- In Mystic im US-Bundesstaat Connecticut befindet sich das Grab seines Sohnes Hermann Ernst Sheets, eines Naturwissenschaftlers.[7] 2007 wurde auf der Grabstelle eine Granitbank mit der Inschrift In Memory of Arthur and Gertrud Chitz aufgestellt.[2]
- Der Film In Silence (V tichu) von 2014 erinnert u. a. an das Leben und Wirken von Arthur Chitz.[8]
- Am 30. November 2017 wurden in der Dresdner Semperoper erstmals Werke von ihm wieder öffentlich aufgeführt.[9]